# Diocesi di Yuci
La diocesi di Yuci (in latino: Dioecesis Iuzeana) è una sede della Chiesa cattolica in Cina suffraganea dell'arcidiocesi di Taiyuan. Nel 1950 contava 15.410 battezzati su 1.500.000 abitanti. La sede è vacante.

## Territorio
La diocesi comprende la città-prefettura di Jinzhong nella provincia cinese dello Shanxi.
Sede vescovile è la città di Pujong, dove si trova la cattedrale di San Giuseppe.

## Storia
La prefettura apostolica di Yuci fu eretta il 17 giugno 1931 con il breve Cum Minister di papa Pio XI, ricavandone il territorio dal vicariato apostolico di Taiyuanfu (oggi arcidiocesi di Taiyuan).
Il 9 marzo 1944 la prefettura apostolica fu elevata al rango di vicariato apostolico con la bolla Apostolicam de Yütze di papa Pio XII.
L'11 aprile 1946 il vicariato apostolico è stato elevato a diocesi con la bolla Quotidie Nos dello stesso papa Pio XII.
Con l'espulsione dei missionari stranieri, la diocesi rimase vacante fino al 1953 quando, nella clandestinità, fu consacrato vescovo il sacerdote Anthony Humilis Yang Guangqi: questi venne però ben presto arrestato e morì in prigione nel 1957. Da allora la diocesi è rimasta vacante, anche perché, per decisione del governo cinese, essa perdette grande parte del suo territorio, ceduto all'arcidiocesi di Taiyuan, e cambiò pure il nome in diocesi di Jinzhong. Solo il 14 settembre 1999 fu ordinato un nuovo vescovo nella persona del sacerdote Jean-Baptiste Wang Jin.
Nel 2014 è stato inaugurato un monastero femminile di vita contemplativa, il "monastero del giardino di Sant'Agostino", il primo monastero di clausura esistente in Cina dall'avvento del comunismo nel 1949.
Il 28 ottobre 2024 la diocesi si è ampliata con le contee di Pingyao e di Jiexiu, già appartenute alla diocesi di Fenyang.

## Cronotassi dei vescovi
Si omettono i periodi di sede vacante non superiori ai 2 anni o non storicamente accertati.
- Pietro Ermenegildo Focaccia, O.F.M. † (16 gennaio 1932 - 12 agosto 1953 deceduto)
- Anthony Humilis Yang Kuang C'hi, O.F.M. † (20 settembre 1955 - 11 novembre 1957 deceduto)
  - Sede vacante
  - Wang Yu-tian † (1991 consacrato - 1999 deceduto)
  - Jean-Baptiste Wang Jin † (14 settembre 1999 consacrato - 23 settembre 2014 deceduto)

## Statistiche
La diocesi nel 1950 su una popolazione di 1.500.000 persone contava 15.410 battezzati, corrispondenti all'1,0% del totale.
| anno | popolazione | popolazione | popolazione | presbiteri | presbiteri | presbiteri | presbiteri                | diaconi | religiosi | religiosi | parrocchie |
| anno | battezzati  | totale      | %           | numero     | secolari   | regolari   | battezzati per presbitero | diaconi | uomini    | donne     | parrocchie |
| ---- | ----------- | ----------- | ----------- | ---------- | ---------- | ---------- | ------------------------- | ------- | --------- | --------- | ---------- |
| 1950 | 15.410      | 1.500.000   | 1,0         | 23         | 8          | 15         | 670                       |         | 5         | 38        |            |

Secondo statistiche riportate dall'Agenzia Fides, «la diocesi conta oltre 20 mila fedeli, una trentina di sacerdoti, 29 seminaristi e una trentina di religiose della congregazione diocesana dell'Assunzione».